# Rivière aux Brochets Nord
Rivière aux Brochets Nord är ett vattendrag i Kanada.   Det ligger i provinsen Québec, i den sydöstra delen av landet, 220 km öster om huvudstaden Ottawa.
Omgivningarna runt Rivière aux Brochets Nord är en mosaik av jordbruksmark och naturlig växtlighet. Runt Rivière aux Brochets Nord är det glesbefolkat, med 8 invånare per kvadratkilometer.